# Bandera de El Sauzal
La bandera del municipio tinerfeño de El Sauzal está compuesta por tres franjas horizontales, la superior de color blanco, la central de color verde y de doble anchura que las otras dos, y la inferior de color azul.
El blanco hace referencia a la nieve de las cumbres del municipio; el verde es expresión de su rica actividad agrícola, especialmente en cereales y viñedos; y el azul es testimonio de su carácter marítimo y del desarrollo urbanístico de su costa.